# Tatort: Blinde Wut
Blinde Wut ist die 132. Folge der Fernsehreihe Tatort. Die vom Süddeutschen Rundfunk produzierte Folge wurde erstmals am 10. Januar 1982 im Ersten Programm der ARD ausgestrahlt. Für Kriminalhauptkommissar Eugen Lutz (Werner Schumacher) ist es der zwölfte Fall. Es geht um ein Familiendrama und die Beweggründe des Täters.

## Handlung
In der Wohnung der Familie Däubler, aus der Schüsse gehört wurden, findet die Polizei die gesamte Familie mit Schusswunden vor. Während Frau Däubler tot ist, werden Herr Däubler und der Sohn der Familie schwer verletzt ins Krankenhaus gebracht. Der Nachbar Herr Kronbeck, der die Polizei alarmiert hatte, sagt Lutz und Wagner gegenüber aus, dass er drei Schüsse aus der Wohnung der Däublers gehört hatte, es gab kurz zuvor eine lautstarke Auseinandersetzung in der Wohnung der Familie. Frau Kronbeck sagt aus, dass etwa zur Tatzeit jemand aus dem Haus gerannt sei. Lutz erfährt von der Spurensicherung, dass Herr Däubler geschossen haben könnte, es ist unwahrscheinlich, dass er und sein Sohn überleben. Lutz glaubt nicht an ein Familiendrama, zumal er Spuren findet, die auf eine weitere Person in der Wohnung hinweisen. Im Krankenhaus erfährt Lutz, dass Herr Däubler außer Lebensgefahr ist, der Junge schwebt weiterhin in Lebensgefahr. An der rechten Hand von Däubler wurden Schmauchspuren gefunden und die Tatwaffe gehörte ihm. Lutz hat allerdings noch immer Zweifel an einem Familiendrama und schließt einen unbekannten Täter nicht aus.
Lutz und Wagner suchen die Mutter der getöteten Frau Däubler, Frau Kleinhans, auf. Diese sagt aus, dass ihre Tochter ihrem Schwiegersohn gegenüber ein Biest gewesen sei, ihr Sohn Lorenz beendet das Gespräch und sagt aus,  dass er sich einen anderen Mann für seine Schwester gewünscht hätte. Er sagt weiterhin aus, dass seine Schwester sich ihrem Mann zuliebe das Rauchen abgewöhnt habe. Lutz wird hellhörig, da in der Küche mehrere Zigarettenkippen gefunden wurden. Lutz sucht Däublers Chef Stöckle auf, dieser berichtet, dass Däubler ein hervorragender Mitarbeiter gewesen sei. Eine Meinungsverschiedenheit kurz vor der Tat tut Stöckle als unbedeutend ab, Däubler hätte lediglich als Stadtplaner andere Pläne als sein Chef gehabt. Bei der Durchsicht der Super-8-Filme der Familie fällt Lutz und Wagner ein Film über Entwicklungshelfer in Afrika auf, dieser Film war unbeschriftet. Lutz sucht Däubler in der Klinik auf, dieser kann sich an die Tat nicht erinnern und fragt nach seiner Familie. Er scheint geistig verwirrt und erzählt von einem Autounfall. Als Lutz ihn mit seiner mutmaßlichen Tat konfrontiert, verfällt dieser in einen Schockzustand, so dass der Arzt die Befragung abbricht. Vor dem Krankenhaus treffen Lutz und Wagner Lorenz Kleinhans, der zu seinem Neffen möchte. An seinem Schwager scheint er kein Interesse zu haben. Klaus Schäder, der Ex-Freund von Frau Däubler, sucht Lutz auf. Er gibt an, die Däublers am Tatabend besucht zu haben. Er habe die Familie um ca. 23 Uhr verlassen. Kurz darauf muss die Tat geschehen sein. Frau Däubler habe ein paar Monate zuvor wieder Kontakt zu ihm aufgenommen. Bernhard Däubler sei in seinen Plänen zur Entwicklungshilfe aufgegangen, während Frau Däubler unternehmungslustig war. Herr Däubler habe die beiden förmlich dazu aufgefordert, zusammen auszugehen, damit seine Frau ein wenig Abwechslung habe. 
Die Nachbarin Frau Kronbeck bestätigt Lutz gegenüber, dass Schäder bei den Däublers ein und aus ging. Sie ging davon aus, dass er ihr Liebhaber war. Lutz und Wagner suchen Herrn Däublers erste Ehefrau Hildegard Däubler-Korth auf. Diese ist ein paar Jahre älter als Däubler und berichtet ebenfalls, dass Däubler Entwicklungshilfeprojekte im Kopf hatte. Sie hätten sich auseinandergelebt und sich getrennt, als Bernhard Däubler Marion kennen gelernt hatte. Sie könne sich nicht vorstellen, dass Marion Däubler einen Geliebten gehabt habe. Lutz sucht erneut Däubler auf. Dieser fragt Lutz, ob er wirklich auf seine Frau und seinen Sohn geschossen habe. Däubler kann sich schemenhaft erinnern, dass er Ärger mit seinem Chef Stöckle gehabt habe. Seine Frau habe seine Poster von der Wand gerissen, plötzlich habe der Sohn weinend in der Tür gestanden, mehr wisse er nicht. Däubler verzweifelt, als Lutz ihm erzählt, dass alles auf seine Täterschaft hindeute. Am nächsten Morgen lesen Lutz und Wagner in der Boulevardpresse eine Äußerung von Däublers Ex-Frau, dass er zu ihr zurückkehren wollte. Lutz sucht sie auf. Sie räumt ein, dass sie noch immer sexuelle Kontakte miteinander gepflegt hätten und dass sie seine Vertraute gewesen sei. Däubler habe seinen alten Traum ausleben und zum Entwicklungsdienst gehen wollen. Marion sei dagegen gewesen. Däublers Ex-Frau zeigt Lutz Fotos von einem alten Freund Däublers, den Lutz auch auf dem Film über Entwicklungshilfe aus Däublers Wohnung gesehen hatte. Lutz sucht ein weiteres Mal Däubler auf. Dieser bestreitet, zu Hildegard zurückkehren zu wollen. Er erzählt Lutz und Wagner von seinen Entwicklungshilfeplänen und, dass seine Frau nichts davon wissen wollte. Er habe seine Stellung aufgeben wollen, seine Frau sei dagegen gewesen, an die Tat kann er sich weiterhin nicht erinnern. Lutz weist Däubler darauf hin, dass ein Haftbefehl gegen ihn bestehe, der vollzogen würde, sobald er keine Krankenhausbehandlung mehr benötige.
Als Däublers Schwiegermutter und Schwager Däubler im Krankenhaus besuchen, bringt Lorenz Kleinhans seinem Schwager eine Pralinenschachtel mit, in der eine Pistole versteckt ist, eine indirekte Aufforderung zum Suizid. Nach einem kurzen Besuch bei seinem Sohn schleicht sich Däubler nachts aus dem Krankenhaus. Anstatt wie von Lutz vermutet zu seiner Ex-Frau zu gehen, sucht Däubler seinen Nachbarn Kronbeck auf und lässt sich von diesem den Zweitschlüssel für seine Wohnung aushändigen. Kronbeck verständigt kurz darauf die Polizei. Als Lutz und Wagner in der Wohnung eintreffen, sinniert Däubler dort über seine Tat. Er sagt Lutz gegenüber aus, dass er sich nun erinnern könne. Er habe eine Auseinandersetzung mit seinem Chef gehabt, dieser habe ihn als Spinner bezeichnet. Zu Hause wollte er mit seiner Frau darüber reden und ihr auch sagen, dass er sich beim Entwicklungsdienst beworben hatte, doch sie beschimpfte ihn. Seine Frau wollte den Jungen nehmen und ihn verlassen. Plötzlich habe er die Pistole in der Hand gehabt, er schoss im Affekt auf seine Frau und versehentlich auch auf seinen Sohn, dann wollte er sich selbst erschießen. Als sich Däubler nunmehr erneut selbst erschießen will, redet Lutz auf ihn ein, an seinen Sohn zu denken und schafft es, dem verzweifelten Däubler die Waffe wegzunehmen.

## Einschaltquote und Hintergrund
Bei der Erstausstrahlung konnte diese Folge 20,63 Mio. Zuschauer binden, was einem Marktanteil von 54 % entsprach. Die Folge wurde in Stuttgart, Waiblingen, Leonberg und den Studios 4 und 5 des SDR zwischen dem 21. September und dem 24. Oktober 1981 gedreht.

## Kritik
Die Kritiker der Fernsehzeitschrift TV Spielfilm beurteilen diesen Tatort positiv und kommentieren: „Nicht ‚wer‘, sondern ‚warum‘ ist wichtig.“